# Lech II le Noir
 (septembre 2021).
Lech II le Noir (en polonais Leszek II Czarny), de la dynastie des Piasts, est né vers 1241 et mort le 30 septembre 1288 à Cracovie. Il est le fils aîné de Casimir Ier de Cujavie et de Constance de Wrocław (en), fille d'Henri II le Pieux.
Il a été duc de Sieradz (à partir de 1261), duc de Łęczyca (à partir de 1267), duc d'Inowrocław (de 1273 à 1278), duc de Cracovie et de duc de Sandomierz (à partir de 1279).
Lorsque sa mère est décédée en 1257, son père s'est remarié avec Euphrosyne d'Opole avec qui il a trois fils et une fille. La belle-mère de Lech tente d'écarter de la succession les enfants du mariage précédent de Casimir. Certains chroniqueurs la soupçonnent d'avoir tenté de les empoisonner.

## Révolte contre son père
Lech et son frère Siemomysl se sont révoltés en 1261 contre la politique menée par leur père. Ils sont soutenus par de nombreux nobles lassés des aventures politiques de Casimir, ainsi que par la coalition mise sur pied contre la Cujavie par Boleslas V le Pudique, Boleslas le Pieux, Siemovit Ier de Mazovie et Daniel de Galicie. Sous la contrainte, Casimir donne le duché de Sieradz à Lech.

## Duc de Sieradz
Lorsque Lech prend la tête du duché de Sieradz, il s'agissait d'une des terres polonaises les moins peuplées. Sa politique vise à développer son duché. Il fonde toute une série de villes (Nowa Brzeźnica, Lutomiersk, Wolbórz et Radomsko). Il encourage aussi des colons à venir s'installer dans son duché. Pour réussir à changer l'image de son duché, il collabore étroitement avec l'Église.
Lorsque Casimir Ier de Cujavie est décédé en 1267, ses possessions ont été partagées entre les cinq fils issus de ses mariages. Lech, l'aîné, reçoit le duché de Łęczyca qu'il annexe au duché de Sieradz.
Un an plus tard, les nobles du duché d'Inowrocław se révoltent contre son frère Siemomysl et appellent Boleslas le Pieux sur le trône. N'ayant aucune légitimité à gouverner le duché d'Inowrocław, Boleslas remet le pouvoir à Lech le Noir en 1273. Celui-ci conserve le trône d'Inowrocław pendant 5 ans. Ce n'est qu'en 1278 que Siemomysl récupère son trône à la suite d'un accord conclu à Ląd grâce à la médiation de Przemysl II de Grande-Pologne.

## Collaboration avecBoleslasVle Pudique et tentative de coup d'État
Dès 1261, Lech le Noir avait noué de bonnes relations avec son voisin Boleslas V le Pudique, le duc de Cracovie. Déjà en 1260, les deux hommes, alliés à la Hongrie, ont participé ensemble à une expédition militaire contre la Bohême. Par la suite, Lech continue à combattre la Bohême et ses alliés (Henri IV le Juste et Ladislas d’Opole).
Les relations entre Lech le Noir et Boleslas le Pudique sont tellement cordiales que ce dernier, sans enfant, envisage très vite Lech comme son fils adoptif et le désigne comme héritier. Une partie de la noblesse de Petite Pologne se révolte et propose à Ladislas d'Opole de remplacer Boleslas V le Pudique. Les rebelles et l'armée de Ladislas sont écrasés par le duc de Cracovie.

## Mariage avec Agrippine

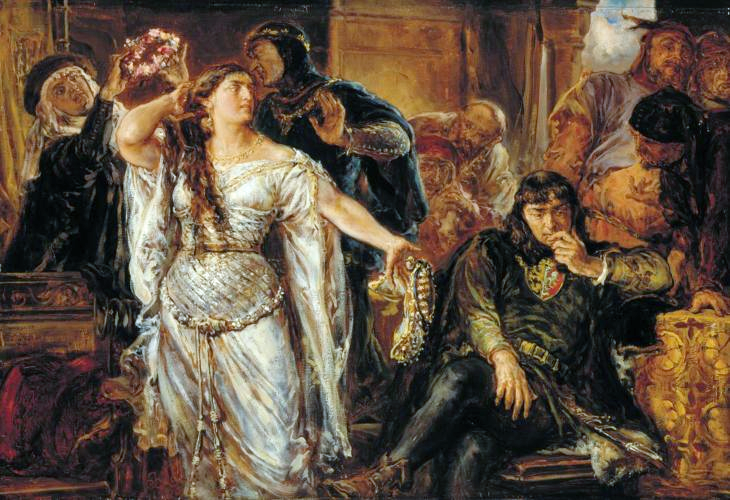
Agrippine et Lech II le Noir, toile de Jan Matejko, 1879

En 1265, Lech le Noir épouse Agrippine, petite-fille de Béla IV de Hongrie et fille du ban de Croatie et de Serbie Rostislav IV de Kiev. Ce mariage n'est pas une réussite. En 1271, Agrippine provoque un scandale en déclarant publiquement que son mari est impuissant. Un divorce s'ensuit.

## Duc de Cracovie et de Sandomierz
À la mort de Boleslas V le Pudique le 7 décembre 1279, Lech II le Noir monte sur le trône de Cracovie et de Sandomierz, sans doute avec l'accord tacite de la majorité des nobles de Petite Pologne et faute de meilleurs candidats. Germanisé, il a le soutien de la population de souche allemande.
Peu après, un candidat inattendu a revendiqué le trône de Lech le Noir. Il s'agit de Léon (Lev) de Galicie, fils de Daniel de Galicie. Léon de Galicie et ses alliés (Lituaniens, Tatars et quelques ducs russes) font irruption en Petite Pologne en février 1280, traversé la Vistule et assiégé Sandomierz. La ville résiste, laissant le temps à Lech le Noir de réunir une armée pour repousser les envahisseurs. Le 23 février 1280, Léon de Galicie est vaincu et est obligé de se replier. En représailles, Lech le Noir dévaste les régions frontalières jusqu'aux portes de Łwów.
L'année suivante, Lech le Noir s'attaque sans beaucoup de succès aux possessions d'Henri IV le Juste, le duc de Wrocław, qui s'est allié avec la Bohême.
En 1282, Lech le Noir doit faire face à une attaque sur sa frontière orientale menée par les Sudoviens. Il les poursuit et les écrasent sur le Narew. Mais dès l'année suivante, les Lituaniens prennent le relais et commencent à lancer des raids. Les agresseurs sont défaits par Lech le Noir dans la région de Łuków.

## Conflit avec l'évêque de Cracovie
Malgré toutes ses victoires militaires, la position de Lech le Noir sur le trône de Cracovie reste fragile pendant tout son règne. Il doit faire face à une virulente opposition intérieure. Refusant d'accorder d'importants privilèges à l'Église, son adversaire le plus coriace est l'évêque de Cracovie. À tout cela s'ajoute une querelle avec Cunégonde de Hongrie, la veuve de Boleslas V le Pudique.
Le conflit dégénère tellement, qu'en 1282/1283, Lech le Noir fait arrêter et emprisonner l'évêque de Cracovie. Celui-ci n'est libéré qu'à la suite de l'intervention des hauts dignitaires de l'Église polonaise. Finalement, le 30 novembre 1286, un accord définitif est signé entre les deux hommes. Lech accorde le privilège d'immunité à son évêché, rend les biens de l'évêque qu'il a confisqué et lui verse une somme d'argent pour le dédommager des préjudices subis.

## Révoltes de la noblesse en 1282 et 1285
La noblesse n'est pas du tout satisfaite de la manière dont Lech le Noir gouverne son duché, en s'appuyant sur la bourgeoisie germanophone. Cela peut paraître étonnant au vu de tous ses succès militaires.
La première révolte a lieu en 1282. Profitant de l'absence de Lech qui est sur le front, le voïvode de Sandomierz offre Sandomierz et Radom à Conrad II de Czersk. Cette rébellion est étouffée dans l'œuf.
Une révolte plus importante se produit en 1285. Elle surprend totalement Lech qui a sans doute du se réfugier en Hongrie. Heureusement pour lui, le candidat qui a été désigné par l'opposition pour lui succéder, Conrad II de Czersk, ne réussit pas à s'emparer du Wawel, défendu par des fidèles. La bataille décisive a lieu le 3 mai 1285. Avec l'aide des Hongrois, Lech écrase les opposants qui sont obligés de s'enfuir du duché. Ayant annihilé toute opposition, la fin de son règne se déroule dans la stabilité intérieure. En 1286, il accorde à la bourgeoisie allemande le privilège de construire de puissants remparts autour de Cracovie.

## Troisième invasion de la Pologne par les Tatars
L'hiver 1287-1288 voit une nouvelle déferlante tatare s'abattre sur la Petite Pologne. Les Tatars, renforcés par l'armée de la Rus' de Kiev, est numériquement trop importants pour les affronter à terrain découvert. Les habitants se réfugient dans les places fortes alors que Lech le Noir fait appel à l'aide hongroise. Cette fois, la Pologne est mieux préparée que précédemment pour affronter l'envahisseur. La plupart des places fortes, dont Sandomierz et Cracovie, résistent mais le duché subit d'importantes dévastations.

## Tentative de réunification de la Pologne
Lech le Noir veut amorcer le processus de réunification des territoires polonais. C'est sans doute dans ce but que le culte de saint Stanislas est encouragé à la cour de Cracovie. En 1287, Lech le Noir, Henri IV le Juste, Przemysl II et Henri III de Głogów tentent de se mettre d'accord sur la succession au trône de Cracovie. C'est un échec, sans doute à cause des mauvaises relations qui existent entre certains ducs. Finalement, Lech le Noir conclut un accord de succession avec Henri IV le Juste, accord non accepté par les autres ducs.

## Décès et succession
Lech le Noir est décédé le 30 septembre 1288. Il est inhumé à Cracovie, dans l'église dominicaine de la Sainte Trinité. La bourgeoisie germanophone de Cracovie, malgré l'opposition de la noblesse, appuie la montée sur le trône d'Henri IV le Juste de Silésie, duc et poète de langue allemande, qui prend rapidement le contrôle de tout le duché de Cracovie.